# 蒙坦切斯
蒙坦切斯，是西班牙埃斯特雷马杜拉卡塞雷斯省的一个市镇。总面积113平方公里，
2001年普查人口總數為2,141人，人口密度為每平方公里19人。